# Phareicranaus cingulatus
Phareicranaus cingulatus is een hooiwagen uit de familie Cranaidae.